# Avery (Teksas)
Avery je gradić u američkoj saveznoj državi Teksas. Prema popisu stanovništva iz 2010. u njemu je živjelo 482 stanovnika.